# Nazionale maschile di football americano della Nuova Caledonia
La nazionale di football americano della Nuova Caledonia è la selezione maggiore maschile di football americano della Federazione Neocaledoniana di Football Americano che rappresenta la Nuova Caledonia nelle varie competizioni ufficiali o amichevoli riservate a squadre nazionali.

## Risultati
Legenda: Grassetto: Risultato migliore, Corsivo: Mancate partecipazioni

## Dettaglio stagioni

### Amichevoli
| Stagione | Vin | Par | Per | Tot | PF | PS | avversaria |
| -------- | --- | --- | --- | --- | -- | -- | ---------- |
| 2019     | 0   | 1   | 0   | 1   | 36 | 36 | Tahiti     |
| Totale   | 0   | 1   | 0   | 1   | 36 | 36 |            |

Fonte: americanfootballitalia.com

### Riepilogo partite disputate
| Anno             | Luogo  | Evento     | Fase del torneo | Incontro                 | Risultato |
| 27 novembre 2019 | Nouméa | Amichevole |                 | Nuova Caledonia - Tahiti | 36 - 36   |

## Confronti con le altre Nazionali
Questi sono i saldi della Nuova Caledonia nei confronti delle Nazionali incontrate.

### Saldo in pareggio
| Nazionale | Giocate | Vinte | Pareggiate | Perse | PF | PS | Ultima vittoria | Ultimo pari | Ultima sconfitta |
| --------- | ------- | ----- | ---------- | ----- | -- | -- | --------------- | ----------- | ---------------- |
| Tahiti    | 1       | 0     | 1          | 0     | 36 | 36 | -               | 2019        | -                |